# Шевченково (Жмеринский район)
Шевченково (укр. Шевченкове) — посёлок, входит в Жмеринский район Винницкой области Украины.
Население по переписи 2001 года составляло 131 человек. Почтовый индекс — 23127. Телефонный код — 04332. Занимает площадь 0,39 км². Код КОАТУУ — 521080212.

## Местный совет
23127, Вінницька обл., Жмеринський р-н, с. Олександрівка, пр. Шевченка